# Bentley 8 Litros
El Bentley 8 Litros es una limusina de los primeros años 1930, desarrollada por el fabricante de automóviles británico Bentley. Presentado en octubre de 1930 en el "London Olympia motor show", era el modelo más imponente y opulento construido hasta entonces por Bentley, destinado a competir con el igualmente lujoso Rolls-Royce Phantom II. Su chasis también se vendía al precio de 1850 libras, lo que hacía del 8 Litros un vehículo realmente exclusivo para la época.
Al igual que muchos constructores de automóviles víctimas de la recesión de que afectó a Europa después del crac del 29, Bentley estaba experimentando serias dificultades financieras a principios de la década de 1930. A pesar de todo, el fundador de la compañía Walter Owen Bentley decidió continuar con el desarrollo del 8 Litros hasta el final. Fabricadas tan solo 100 unidades hasta 1931, es el último Bentley producido antes de que Rolls-Royce se hiciera cargo de la compañía.
Aunque probablemente sea el más eficiente de los Bentley de entreguerras gracias a su motor de 6 cilindros en línea de 8 litros de cilindrada con una potencia máxima de 225 CV, el Bentley 8 Litros nunca participó en las 24 Horas de Le Mans, ni en otras competiciones de prestigio, a diferencia de sus predecesores victoriosos, los Bentley 3 Litros, 4½ Litros y 6½ Litros.

## Contexto y desarrollo
El comienzo de los años 1930 coincidió con el final de los años dorados, un período de pleno crecimiento económico que de repente dio paso a la crisis de Wall Street, hundiendo a Europa en una grave depresión económica. Debido a los altos costos de fabricación, la producción en series pequeñas y a su costosa implicación con el automovilismo deportivo, Bentley Motors estaba experimentando una vez más dificultades financieras. Woolf Barnato, el principal accionista y director de la compañía desde 1926, esta vez no pudo salvar la compañía sin poner en peligro su fortuna personal. La fortuna de Barnato ya había evitado que el fabricante se declarara cuatro años antes en bancarrota.
Poco antes de la crisis, Walter Owen Bentley, el fundador de Bentley, decidió comenzar el desarrollo de un nuevo modelo, el 8 Litros, destinado a arrebatar el título de "mejor automóvil del mundo" al Phantom II de Rolls-Royce, su principal competidor. Dado el pasado deportivo de Bentley, después de haber ganado las 24 Horas de Le Mans cinco veces, el nuevo automóvil debía ser lujoso y cómodo, pero también extraordinariamente rápido y potente.
A la vez que la crisis se hizo patente, Bentley no podía suspender el desarrollo del 8 Litros, que ya había alcanzado un nivel de desarrollo tal que no continuar habría costado incluso más dinero todavía. Por lo tanto, el lanzamiento de la producción del coche se inició en 1930, pero se detuvo menos de un año y medio después: la liquidación judicial de Bentley Motors se consumó en 1931.

## Técnica

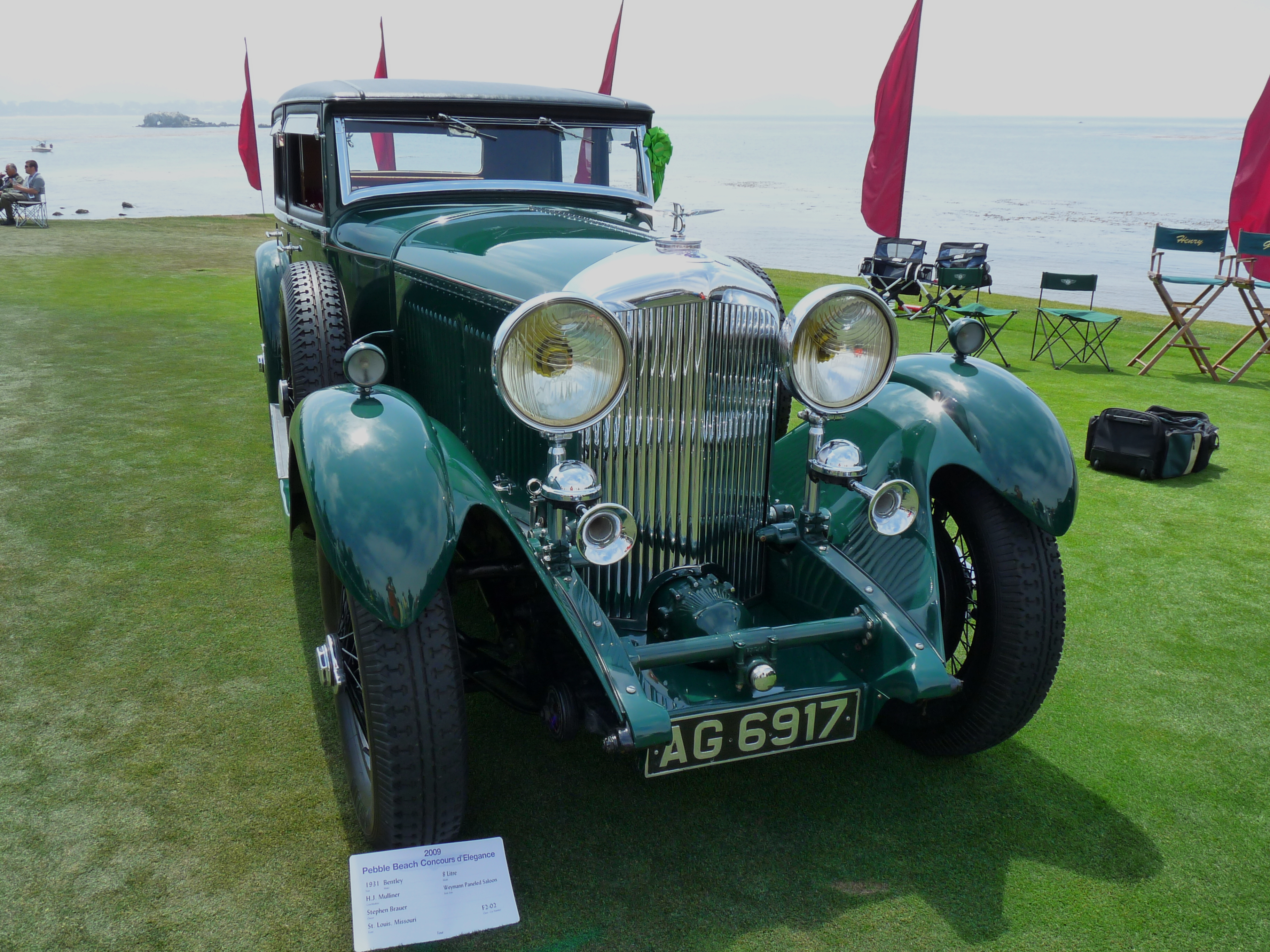
Un Bentley 8 Litros en el concurso de elegancia de Pebble Beach (2009)

Aunque, a diferencia de estos predecesores, el 8 Litros nunca estuvo inscrito en las 24 Horas de Le Mans, era el más potente y probablemente el más eficiente de los automóviles Bentley construidos antes de la crisis del colapso de la empresa en 1931. A pesar de una caja de cambios difícil de manejar y de una dirección particularmente pesada, su motor era el más potente (desarrollaba entre 200 y 225 CV dependiendo de la relación de compresión) y ciertamente disponía del máximo par motor.
Su motor de 7982 cm3 en línea de 6 cilindros era el más grande jamás desarrollado por el fabricante hasta 1930. Era la evolución de los motores anteriores, y por lo tanto disponía de la misma alta tecnología, con cuatro válvulas por cilindro cuando la mayoría de los motores solo tenían dos, impulsados por un simple árbol de levas. El bloque del motor y la culata se producían en el mismo bloque de fundición para evitar posibles problemas de sellado en la junta de culata. El suministro de combustible se realizaba mediante dos carburadores dobles SU, y la ignición se realizaba mediante dos bujías colocadas horizontalmente a cada lado de la cámara de combustión.
El 8 Litros era una limusina pesada (cerca de 2,5 toneladas) y de grandes dimensiones (más de 5 m de longitud), completando la evolución de los sucesivos modelos de Bentley, que comenzó con los 6½ Litros, que pasaron de ser "Toys for Boys" ("juguetes para niños ”) a convertirse en un medio de transporte diario. Los modelos diseñados para gentleman drivers (ricos pilotos aficionados a la velocidad) de la década de 1930, adquirieron carrocerías cada vez más cerradas y más lujosas, y por lo tanto, cada vez más pesadas,· que requerían un chasis más reforzados. Dos distancias entre ejes estaban disponibles: una versión corta básica de 3658 mm y una versión larga opcional de 3962 mm. Al igual que sus predecesores, el chasis del 8 Litre todavía estaba formado por ejes rígidos suspendidos sobre ballestas semielípticas, dado que Bentley no estaba dispuesto a adoptar la suspensión independiente.

## Epílogo

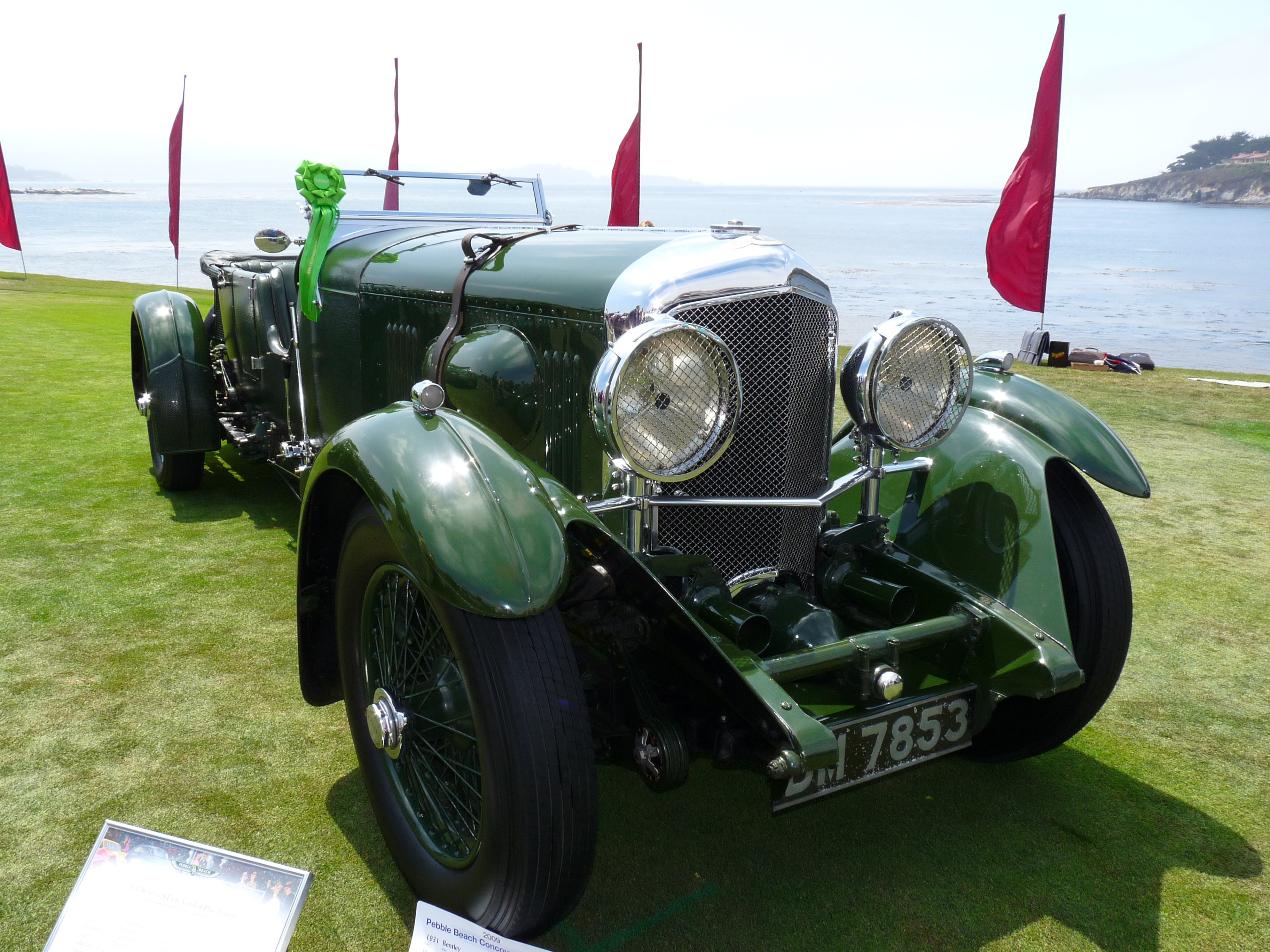
Un Bentley 8 Litros Tourer, carrozado por Vanden Plas

Solo se produjeron cien unidades entre 1930 y 1931, parte de las cuales estaban bajo el control del síndico de la bancarrota. La mayoría de los famosos carroceros británicos (Corsica, Vanden Plas, Barker o Gurney Nutting) "vistieron" alguno de estos 8 Litros. Rolls-Royce, que adquirió Bentley en noviembre de 1931 por la cantidad de 125 175 £,· descatalogó el 8 Litros, que al parecer, podría haber competido fuertemente con su Phantom II.·